# Cleveland East Ledge Light
Das Cleveland East Ledge Light ist ein historischer Leuchtturm bei Falmouth im Bundesstaat Massachusetts der Vereinigten Staaten. Das Bauwerk wurde 1987 im Rahmen der Multiple Property Submission Lighthouses of Massachusetts MPS in das National Register of Historic Places eingetragen.

## Geschichte
Der jüngste Leuchtturm in Neuengland wurde auf dem östlichen Teil des namensgebenden, nach dem ehemaligen US-Präsidenten Grover Cleveland benannten Cleveland-Riffs (englisch cleveland ledge) errichtet, das westlich von Bourne in der Buzzards Bay rund 8 mi (12,9 km) südwestlich der Einfahrt zum Cape Cod Canal liegt. Der 198.851 US-Dollar (heute ca. 3.841.000 Dollar) umfassende Bauauftrag wurde 1940 an das Bostoner Bauunternehmen J. F. Fitzgerald vergeben. Am 7. Oktober 1940 wurde der in New London (Connecticut) angefertigte, 52 ft (15,8 m) hohe Senkkasten an seinen vorgesehenen Standort geschleppt, 21 ft (6,4 m) tief im Wasser versenkt und mit Steinen und Beton aufgefüllt.
Auf dem Senkkasten wurde ein zweistöckiges Wohnhaus für den Leuchtturmwärter errichtet, und auf diesem wurde dann der 50 ft (15,2 m) hohe Turm platziert. Die Bauarbeiten verzögerten sich durch den Beginn des Zweiten Weltkriegs aufgrund von Materialknappheit, weshalb der Leuchtturm erst am 1. Juni 1943 in Betrieb genommen werden konnte. Er wurde wöchentlich mit einem Boot der in Woods Hole stationierten Küstenwache mit Nachschub versorgt. Die ursprünglich mit Kerosin betriebene Fresnel-Linse vierter Ordnung wurde 1978 im Zuge der Automatisierung durch eine modernere Optik ersetzt.
Im April 2007 wurde der Leuchtturm unter den Bedingungen des National Historic Lighthouse Preservation Act zum Kauf angeboten. Da sich kein Kaufinteressent fand, wurde das Bauwerk öffentlich versteigert und schließlich 2010 für einen Auktionspreis von 190.000 Dollar (heute ca. 236.000 Dollar) an einen anonymen Bieter vergeben.
Der Leuchtturm wurde am 15. Juni 1987 unter der Nummer 87001462 in das National Register of Historic Places eingetragen.

## Architektur und Technik
Das 74 ft (22,6 m) hohe, im Stil der Stromlinien-Moderne errichtete Cleveland East Ledge Light besteht aus verstärktem Beton und steht auf einem 52 ft (15,8 m) hohen, mit Steinen aufgefülltem Senkkasten 2 mi (3,2 km) vor der Küste. Der Leuchtturm sendet alle 10 Sekunden einen weißen Lichtblitz aus, der eine Reichweite von 14 sm (25,9 km) besitzt.